# Rallye Monte Carlo 1991
Die 59. Rallye Monte Carlo war der 1. Lauf zur Rallye-Weltmeisterschaft 1991. Sie fand vom 26. bis zum 30. Januar in der Region von Monaco statt.

## Klassifikationen

### Endergebnis
| Rang | Fahrer              | Co-Pilot            | Auto                    | Zeit (Std./Min./Sek.) | Rückstand Sieger (Min./Sek.) Rückstand V (Min./Sek.) |
| ---- | ------------------- | ------------------- | ----------------------- | --------------------- | ---------------------------------------------------- |
| 1    | Carlos Sainz senior | Luis Moya           | Toyota Celica GT4       | 6:57:21               | 00:00                                                |
| 2    | Miki Biasion        | Tiziano Siviero     | Lancia Delta Integrale  | 7:02:20               | 04:59                                                |
| 3    | François Delecour   | Anne-Cantal Pauwels | Ford Sierra RS Cosworth | 7:02:33               | 05:12 00:13                                          |
| 4    | Armin Schwarz       | Arne Hertz          | Toyota Celica GT4       | 7:03:52               | 06:31 01:19                                          |
| 5    | Juha Kankkunen      | Juha Piironen       | Lancia Delta Integrale  | 7:05:07               | 07:46 01:15                                          |
| 6    | Bruno Saby          | Daniel Grataloup    | Lancia Delta Integrale  | 7:06:34               | 09:13 01:27                                          |
| 7    | Malcolm Wilson      | Nicky Grist         | Ford Sierra RS Cosworth | 7:08:36               | 11:15 02:02                                          |
| 8    | Timo Salonen        | Voitto Silander     | Mitsubishi Galant VR4   | 7:08:43               | 11:22 00:07                                          |
| 9    | Yves Loubet         | Jean-Paul Chiaroni  | Lancia Delta Integrale  | 7:10:00               | 12:39 01:17                                          |
| 10   | Alessandro Fiorio   | Luigi Pirollo       | Ford Sierra RS Cosworth | 7:21:03               | 23:42 11:03                                          |

Insgesamt wurden 75 von 165 gemeldeten Fahrzeuge klassiert:

### Wertungsprüfungen
| Tag            | WP                              | Name                             | Länge    | Start MESZ        | Gewinner            | Co-Pilot                   | Auto                       | Zeit              | Leader       |
| Tag 1 26. Jan. |                                 |                                  |          |                   |                     |                            |                            |                   |              |
| -------------- | ------------------------------- | -------------------------------- | -------- | ----------------- | ------------------- | -------------------------- | -------------------------- | ----------------- | ------------ |
| Tag 1 26. Jan. | WP1                             | Col de Turini                    | 6,29 km  | 08:38             | Carlos Sainz        | Luis Moya                  | Toyota Celica GT4          | 03:54             | Carlos Sainz |
| Tag 1 26. Jan. | WP2                             | Point des Miolans – St. Auban    | 23,15 km | 10:32             | Carlos Sainz        | Luis Moya                  | Toyota Celica GT4          | 13:52             | Carlos Sainz |
| Tag 1 26. Jan. | WP3                             | Col de Corobin                   | 19,60 km | 12:15             | Armin Schwarz       | Arne Hertz                 | Toyota Celica GT4          | 13:05             | Carlos Sainz |
| Tag 1 26. Jan. | WP4                             | Col de Petry                     | 27,37 km | 14:38             | Carlos Sainz        | Luis Moya                  | Toyota Celica GT4          | 16:29             | Carlos Sainz |
| Tag 1 26. Jan. | WP5                             | La Motte – St. Nazaire le Desert | 23,44 km | 16:16             | Didier Auriol       | Bernard Occelli            | Lancia Delta Integrale 16V | 14:16             | Carlos Sainz |
| Tag 1 26. Jan. | WP6                             | Col de la Fayolle                | 35,97 km | 18:50             | Didier Auriol       | Bernard Occelli            | Lancia Delta Integrale 16V | 22:17             | Carlos Sainz |
| Tag 2 27. Jan. |                                 |                                  |          |                   |                     |                            |                            |                   | Carlos Sainz |
| WP7            | Burzet                          | 41,41 km                         | 09:00    | François Delecour | Anne-Cantal Pauwels | Ford Sierra RS Cosworth    | 25:56                      |                   | Carlos Sainz |
| WP8            | St. Bonnet le Froid             | 25,69 km                         | 10:54    | Timo Salonen      | Voitto Silander     | Mitsubishi Galant VR4      | 15:27                      |                   | Carlos Sainz |
| WP9            | Col du Marchand                 | 32,76 km                         | 11:43    | Carlos Sainz      | Luis Moya           | Toyota Celica GT4          | 20:02                      |                   | Carlos Sainz |
| WP10           | St. Jean en Royans              | 25,52 km                         | 14:28    | François Delecour | Anne-Cantal Pauwels | Ford Sierra RS Cosworth    | 15:17                      |                   | Carlos Sainz |
| WP11           | Col de Grimone                  | 12,22 km                         | 16:20    | Carlos Sainz      | Luis Moya           | Toyota Celica GT4          | 06:55                      |                   | Carlos Sainz |
| WP12           | Sisteron - Thoard               | 36,87 km                         | 18:05    | Armin Schwarz     | Arne Hertz          | Toyota Celica GT4          | 26:12                      |                   | Carlos Sainz |
| Tag 3 28. Jan. |                                 |                                  |          |                   |                     |                            |                            |                   | Carlos Sainz |
| WP13           | Maijai - Puimichel              | 12,32 km                         | 09:48    | Armin Schwarz     | Arne Hertz          | Toyota Celica GT4          | 09:48                      |                   | Carlos Sainz |
| WP14           | Clumanc – Lambruisse            | 14,94 km                         | 11:26    | Armin Schwarz     | Arne Hertz          | Toyota Celica GT4          | 11:26                      |                   | Carlos Sainz |
| WP15           | Col de la Colle Saint Michel    | 18,62 km                         | 12:14    | François Delecour | Anne-Cantal Pauwels | Ford Sierra RS Cosworth    | 12:14                      |                   | Carlos Sainz |
| WP16           | Trigance - Chateauvieux         | 27,57 km                         | 14:07    | Carlos Sainz      | Luis Moya           | Toyota Celica GT4          | 14:07                      |                   | Carlos Sainz |
| WP17           | Col de Bleine                   | 35,52 km                         | 15:25    | François Delecour | Anne-Cantal Pauwels | Ford Sierra RS Cosworth    | 15:25                      |                   | Carlos Sainz |
| WP18           | Loda - Lucéram                  | 16,49 km                         | 17:18    | François Delecour | Anne-Cantal Pauwels | Ford Sierra RS Cosworth    | 17:18                      |                   | Carlos Sainz |
| Tag 4 29. Jan. |                                 |                                  |          |                   |                     |                            |                            |                   | Carlos Sainz |
| WP19           | Moulinet – La Bollène Vésubie 1 | 22,21 km                         | 16:33    | François Delecour | Anne-Cantal Pauwels | Ford Sierra RS Cosworth    | 15:42                      | François Delecour |              |
| WP20           | Col de la Couillole 1           | 22,15 km                         | 18:16    | Carlos Sainz      | Luis Moya           | Toyota Celica GT4          | 16:07                      | Carlos Sainz      |              |
| WP21           | Ascros - Toudon 1               | 23,52 km                         | 19:31    | François Delecour | Anne-Cantal Pauwels | Ford Sierra RS Cosworth    | 16:34                      | Carlos Sainz      |              |
| WP22           | Col de la Madone 1              | 18,46 km                         | 21:34    | François Delecour | Anne-Cantal Pauwels | Ford Sierra RS Cosworth    | 15:29                      | Carlos Sainz      |              |
| WP23           | Moulinet – La Bollène Vésubie 2 | 22,21 km                         | 22:57    | Carlos Sainz      | Luis Moya           | Toyota Celica GT4          | 16:12                      | Carlos Sainz      |              |
| Tag 5 30. Jan. |                                 |                                  |          |                   |                     |                            |                            |                   |              |
| WP24           | Col de la Couillole 2           | 22,15 km                         | 01:25    | François Delecour | Anne-Cantal Pauwels | Ford Sierra RS Cosworth    | 13:45                      | François Delecour |              |
| WP25           | Ascros - Toudon 1               | 23,52 km                         | 02:40    | François Delecour | Anne-Cantal Pauwels | Ford Sierra RS Cosworth    | 16:10                      | François Delecour |              |
| WP26           | Col de la Madone 2              | 18,46 km                         | 04:43    | François Delecour | Anne-Cantal Pauwels | Ford Sierra RS Cosworth    | 14:18                      | François Delecour |              |
| WP27           | Moulinet – La Bollène Vésubie 3 | 22,21 km                         | 06:06    | Bruno Saby        | Daniel Grataloup    | Lancia Delta Integrale 16V | 16:31                      | Carlos Sainz      |              |

### Gewinner Wertungsprüfungen
| WP                              | Anzahl | Fahrer            | Auto                       |
| ------------------------------- | ------ | ----------------- | -------------------------- |
| 7, 10, 15, 17–19, 21, 22, 24–26 | 11     | François Delecour | Ford Sierra RS Cosworth    |
| 1, 2, 4, 9, 11, 16, 20, 23      | 8      | Carlos Sainz      | Toyota Celica GT4          |
| 3, 12–14                        | 4      | Armin Schwarz     | Toyota Celica GT4          |
| 5, 6                            | 2      | Didier Auriol     | Lancia Delta Integrale 16V |
| 8                               | 1      | Timo Salonen      | Mitsubishi Galant VR4      |
| 27                              | 1      | Bruno Saby        | Lancia Delta Integrale 16V |

### Fahrer-Weltmeisterschaft
| Pos. | Fahrer            | Punkte |
| ---- | ----------------- | ------ |
| 1    | Carlos Sainz      | 20     |
| 2    | Miki Biasion      | 15     |
| 3    | Francois Delecour | 12     |
| 4    | Achim Schwarz     | 10     |
| 5    | Juha Kankkunen    | 8      |

### Herstellerwertung
| Pos. | Team       | Punkte |
| ---- | ---------- | ------ |
| 1    | Toyota     | 20     |
| 2    | Lancia     | 17     |
| 3    | Ford       | 14     |
| 4    | Mitsubishi | 4      |